# 金瓜寮溪
金瓜寮溪，位於台灣北部，是北勢溪的支流，流域分佈於新北市坪林區西部，因流經金瓜寮而得名:46。其源頭位於海拔610公尺的九芎根山，向東北流經鹿寮、九芎根、半山坑、龜窟、金瓜寮:46，於黃櫸皮寮注入北勢溪的翡翠水庫人工湖:46。
金瓜寮溪流域水質清澈，景色宜人，台北縣政府時期在此設了九芎根山自然景觀步道、九芎根親水公園、金瓜寮溪自行車道及金瓜寮魚蕨步道:48。

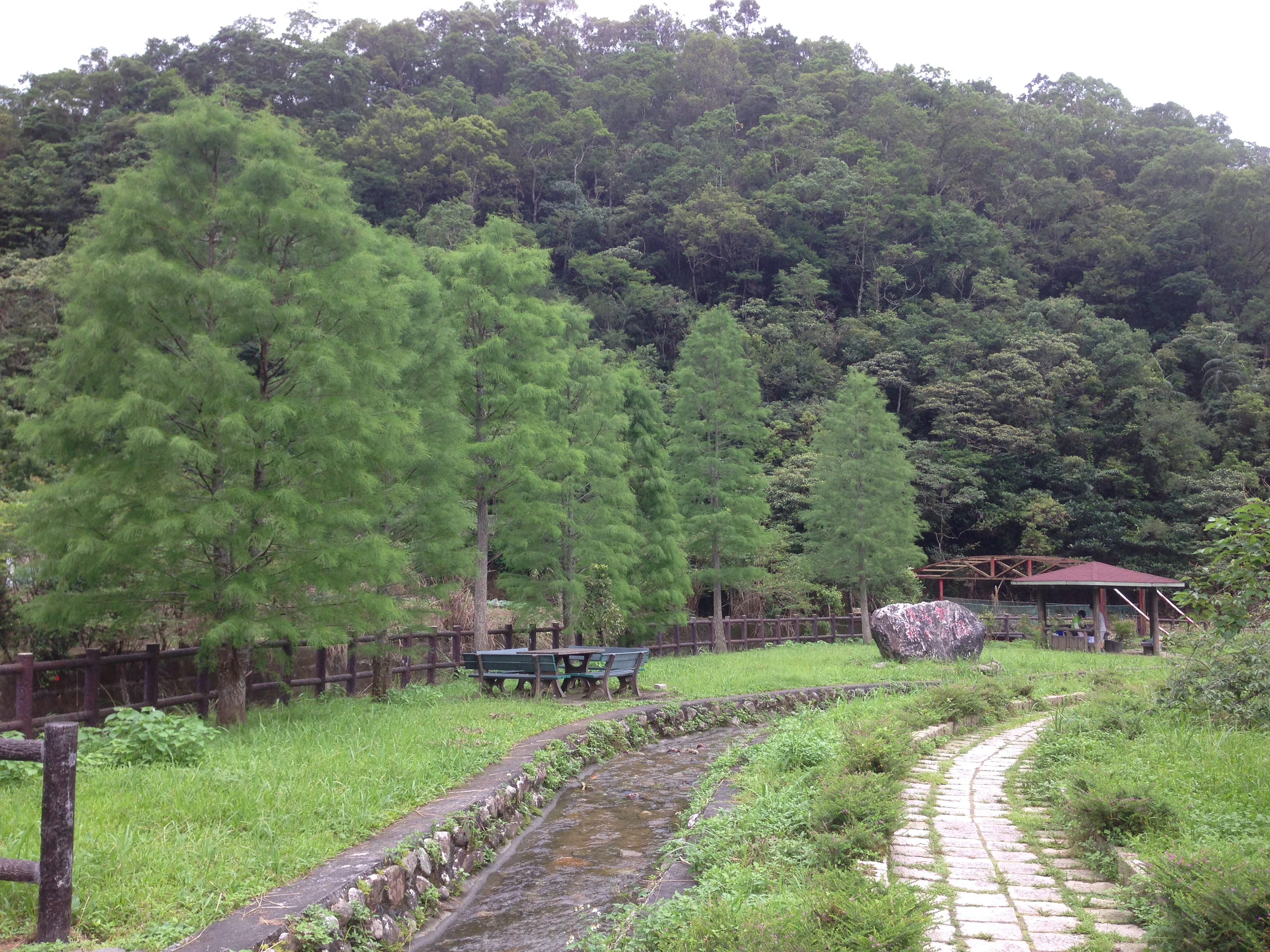
九芎根親水公園

## 外部來源
- 臺北縣綠色走廊登山步道導覽資訊網